# مرون مونديسار
مرون مونديسار هو ممثل كندي، ولد في 21 فبراير 1976 بتورونتو في كندا.

## أعمال

### أفلام
- (2011) لقاءات القبور

## وصلات خارجية
- مرون مونديسار على موقع IMDb (الإنجليزية)
- مرون مونديسار على موقع قاعدة بيانات الفيلم (الإنجليزية)